# Petit Best 13
Albums de divers artistes du Hello! Project
Petit Best 12
(2011)
Petit Best 13 ou Pucchi Best 13 (プッチベスト13) est un album compilation de chansons des divers artistes du Hello! Project, sorti fin 2012.

## Présentation
L'album sort le 5 décembre 2012 au Japon sous le label zetima. Il contient des titres sortis en single dans l'année par la plupart des groupes et solistes du Hello! Project ; certains de ces titres ne figureront sur aucun autre album. 
Parmi eux figurent la chanson interprétée en solo par Risa Niigaki de Morning Musume en "face B" d'une édition spéciale de son dernier single avec le groupe, Ren'ai Hunter (en fait une reprise d'une chanson de Aya Matsuura figurant sur son premier album First Kiss), ainsi que celle interprétée en solo par Momoko Tsugunaga sous l'alias "Momochi" en "face B" du single Cha Cha Sing de son groupe Berryz Kōbō.   
L'album contient aussi la dernière chanson de l'ensemble Berikyū formé des groupes Berryz Kōbō et Cute, et la reprise de la chanson du générique de l'anime Cat's Eye par le groupe temporaire Cat's Eye 7 également formé de membres de ces deux groupes. Il ne contient qu'un titre inédit, en titre bonus : la version originale de la deuxième chanson du single de Morning Musume One, Two, Three / The Matenrō Show.
L'album est le treizième d'une série de compilations similaires homonymes nommées Petit Best, dont les volumes sortent chaque fin d'année. Un DVD homonyme (Petit Best 13 DVD) contenant les clips vidéo des chansons de l'album sort également le même jour ; il contient en plus deux clips de titres de "face B" de singles de Berryz Kōbō et Cute.

## Liste des titres
| 1.  | Ren'ai Hunter (恋愛ハンター) | Morning Musume                               |  |
| 2.  | One, Two, Three (Ｏｎｅ・Ｔｗｏ・Ｔｈｒｅｅ)                                                                                         | Morning Musume                               |  |
| 3.  | Be Genki -Naseba Naru!- (Be 元気＜成せば成るっ！＞)                                                                                  | Berryz Kōbō                                  |  |
| 4.  | Cha Cha Sing (cha cha SING) | Berryz Kōbō                                  |  |
| 5.  | Kimi wa Jitensha Watashi wa Densha de Kitaku (君は自転車 私は電車で帰宅)                                                             | Cute                                         |  |
| 6.  | Aitai Aitai Aitai na (会いたい 会いたい 会いたいな)                                                                                  | Cute                                         |  |
| 7.  | Doki Doki Baby (ドキドキベイビー) | Erina Mano                                   |  |
| 8.  | Song for the Date (Song for the DATE)                                                                                                | Erina Mano                                   |  |
| 9.  | Dot Bikini (ドットビキニ) | S/mileage                                    |  |
| 10. | Suki yo, Junjō Hankōki (好きよ、純情反抗期。)                                                                                        | S/mileage                                    |  |
| 11. | Egao ni Namida ~Thank You! Dear my Friends~ (笑顔に涙～THANK YOU! DEAR MY FRIENDS～) (de l'édition spéciale du single Ren'ai Hunter) | Risa Niigaki                                 |  |
| 12. | Chō Happy Song (Single Ver.) (超HAPPY SONG（シングルVer.）)                                                                          | Berryz Kōbō x Cute (Berikyū)                 |  |
| 13. | Hatsukoi Cider (初恋サイダー) | Buono!                                       |  |
| 14. | Cat's Eye (CAT'S♥EYE) | Cat's Eye 7                                  |  |
| 15. | Momochi! Yurushite Nyan Taiso (ももち!許してにゃん♡体操) (de Cha Cha Sing)                                                           | Momochi (Tsugunaga Momoko feat. Berryz Kōbō) |  |
| 16. | The Matenrō Show (Type 0) (The摩天楼ショー（TYPE 0）) (bonus track)                                                                  | Morning Musume                               |  |

| 1.  | Ren'ai Hunter (恋愛ハンター) | Morning Musume                               |  |
| 2.  | One, Two, Three (Ｏｎｅ・Ｔｗｏ・Ｔｈｒｅｅ)                                                                                                 | Morning Musume                               |  |
| 3.  | Be Genki -Naseba Naru!- (Be 元気＜成せば成るっ！＞)                                                                                          | Berryz Kōbō                                  |  |
| 4.  | Cha Cha Sing (cha cha SING) | Berryz Kōbō                                  |  |
| 5.  | Kimi wa Jitensha Watashi wa Densha de Kitaku (君は自転車 私は電車で帰宅)                                                                     | Cute                                         |  |
| 6.  | Aitai Aitai Aitai na (会いたい 会いたい 会いたいな)                                                                                          | Cute                                         |  |
| 7.  | Doki Doki Baby (ドキドキベイビー) | Erina Mano                                   |  |
| 8.  | Song for the Date (Song for the DATE) | Erina Mano                                   |  |
| 9.  | Dot Bikini (ドットビキニ) | S/mileage                                    |  |
| 10. | Suki yo, Junjō Hankōki (好きよ、純情反抗期。)                                                                                                | S/mileage                                    |  |
| 11. | Egao ni Namida ~Thank You! Dear my Friends~ (笑顔に涙～THANK YOU! DEAR MY FRIENDS～) (chanson de l'édition spéciale du single Ren'ai Hunter) | Risa Niigaki                                 |  |
| 12. | Chō Happy Song (超HAPPY SONG) | Berryz Kōbō x Cute (Berikyū)                 |  |
| 13. | Hatsukoi Cider (初恋サイダー) | Buono!                                       |  |
| 14. | Loving You Too Much (Loving you Too much) (chanson du single Cha Cha Sing)                                                                   | Berryz Kōbō                                  |  |
| 15. | Kanashiki Heaven (悲しきヘブン) (chanson du single Aitai Aitai Aitai na)                                                                     | Cute                                         |  |
| 16. | Cat's Eye (CAT'S♥EYE) | Cat's Eye 7                                  |  |
| 17. | Momochi! Yurushite Nyan Taiso (ももち!許してにゃん♡体操) (de Cha Cha Sing)                                                                   | Momochi (Tsugunaga Momoko feat. Berryz Kōbō) |  |
| 18. | The Matenrō Show (Type 0) (The摩天楼ショー（TYPE 0）) (bonus track)                                                                          | Morning Musume                               |  |

## Participantes
Comme pour les précédents volumes, toutes les chanteuses ayant interprété des titres de la compilation figurent sur le montage photographique en couverture, certaines apparaissant plusieurs fois en fonction de leurs différentes activités (Momoko Tsugunaga y figurant notamment quatre fois). La couverture du DVD est sensiblement la même, mais avec des photos différentes des participantes, notamment pour Morning Musume : c'est la formation à 12 membres du début d'année (époque Ren'ai Hunter) qui figure sur la couverture du CD, alors que c'est la formation à 10 membres (époque One, Two, Three...) qui figure sur celle du DVD.
- Morning Musume (Risa Niigaki, Sayumi Michishige, Reina Tanaka, Aika Mitsui, Mizuki Fukumura, Erina Ikuta, Riho Sayashi, Kanon Suzuki) (Risa Niigaki et Aika Mitsui ne figurent pas avec le groupe sur la couverture du DVD)
- Berryz Kōbō (Saki Shimizu, Momoko Tsugunaga, Chinami Tokunaga, Māsa Sudō, Miyabi Natsuyaki, Yurina Kumai, Risako Sugaya)
- Cute (Maimi Yajima, Saki Nakajima, Airi Suzuki, Chisato Okai, Mai Hagiwara)
- Erina Mano
- S/mileage (Ayaka Wada, Kanon Fukuda, Kana Nakanishi, Akari Takeuchi, Rina Katsuta, Meimi Tamura)
- Risa Niigaki en solo
- Berikyū (réunion des membres de Berryz Kōbō et de Cute)
- Buono! (Airi Suzuki, Miyabi Natsuyaki, Momoko Tsugunaga)
- Cat's Eye 7 (Saki Shimizu, Maasa Sudo, Risako Sugaya, Yurina Kumai, Maimi Yajima, Mai Hagiwara, Saki Nakajima)
- Momoko Tsugunaga en solo (en tant que "Momochi")

(Notes : à la sortie de l'album, Risa Niigaki ne fait plus partie du Hello! Project et Aika Mitsui ne fait plus partie de Morning Musume ; Sakura Oda, qui venait de rejoindre le groupe et n'a pas participé aux titres présents, ne figure pas en couverture)